# Michaíl Kórakas
Michaíl Kórakas (grec moderne : Μιχαήλ Κόρακας, 1797 - 7 septembre 1882), né Michális Karoúzos (Μιχάλης Καρούζος) est une personnalité grecque. Originaire de Crète, il participe à la révolte crétoise de 1866-1869, dont il est un des chefs principaux, aux côtés de Ioánnis Zymvrakákis et de Panos Koronaios. Michaíl Kórakas est le chef des insurgés de la partie orientale de la Crète. Contrairement à Zymvrakákis et Koronaios, il n'est pas militaire de carrière, mais il connait très bien l'île. Il établit ses bases sur le plateau du Lassíthi.